# 瑞都塔劇院

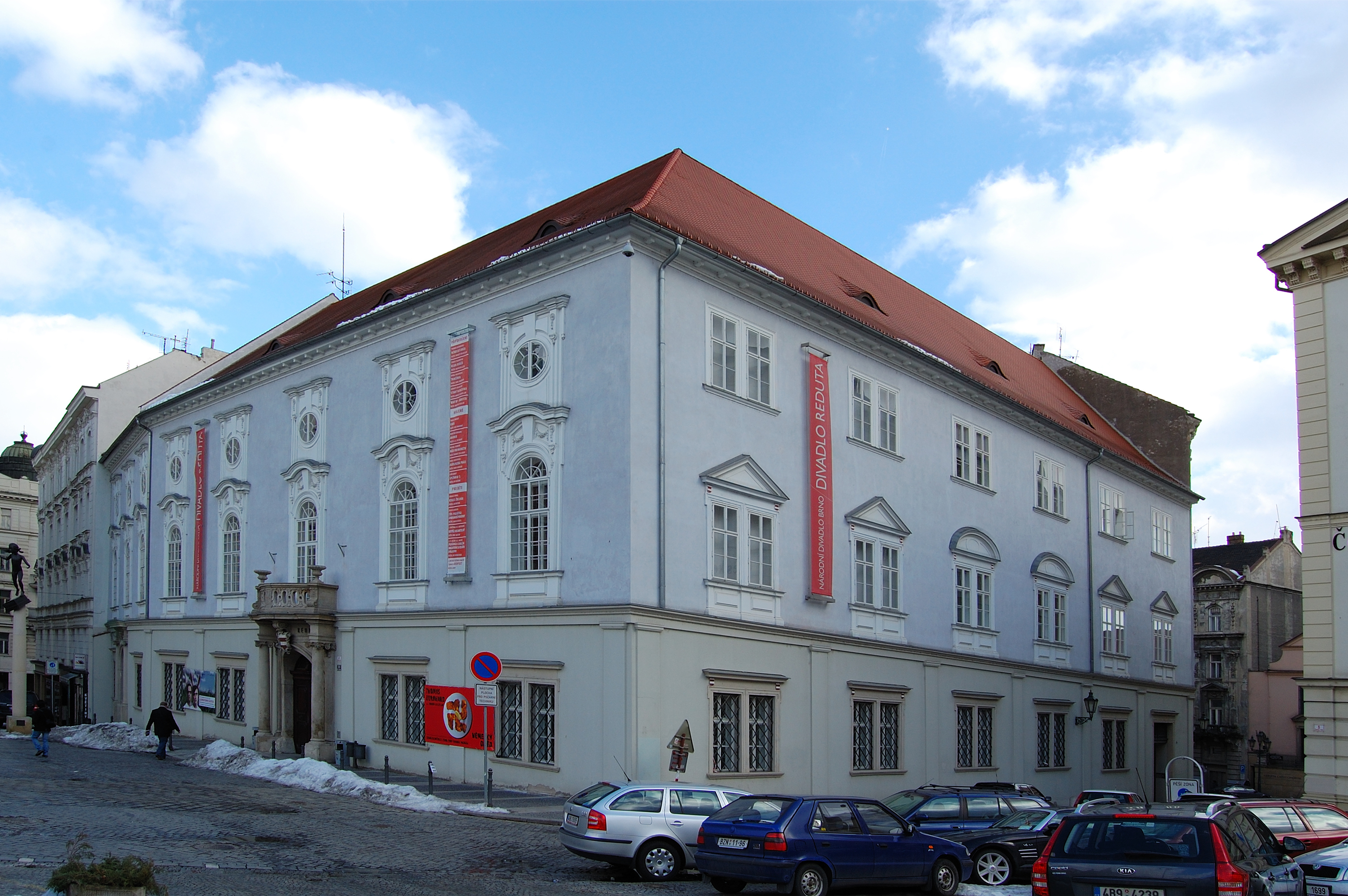
瑞都塔劇院

49°11′31.67″N 16°36′34.59″E / 49.1921306°N 16.6096083°E
瑞都塔劇院（捷克語：Divadlo Reduta)是位於捷克共和國城市布爾諾的一座劇院建築。

## 历史
1767年，莫扎特曾經在這座劇院和他的姐姐共同表演。現在瑞都塔劇院是布爾諾國家劇院的一部分。該劇院也是中歐歷史最古老的劇院之一。

## 外部連結
- Theatre Reduta – Restored Theatre Building in Brno (czechtourism.com)[永久]
- Reduta (archiweb.cz) （页面存档备份，存于） （捷克文）